# Tetragoneura minima
Tetragoneura minima är en tvåvingeart som beskrevs av Tonnoir och Edwards 1927. Tetragoneura minima ingår i släktet Tetragoneura och familjen svampmyggor. Inga underarter finns listade i Catalogue of Life.